# Galaxie (Amnéville)
Pour les articles homonymes, voir Galaxie.
 (avril 2016).

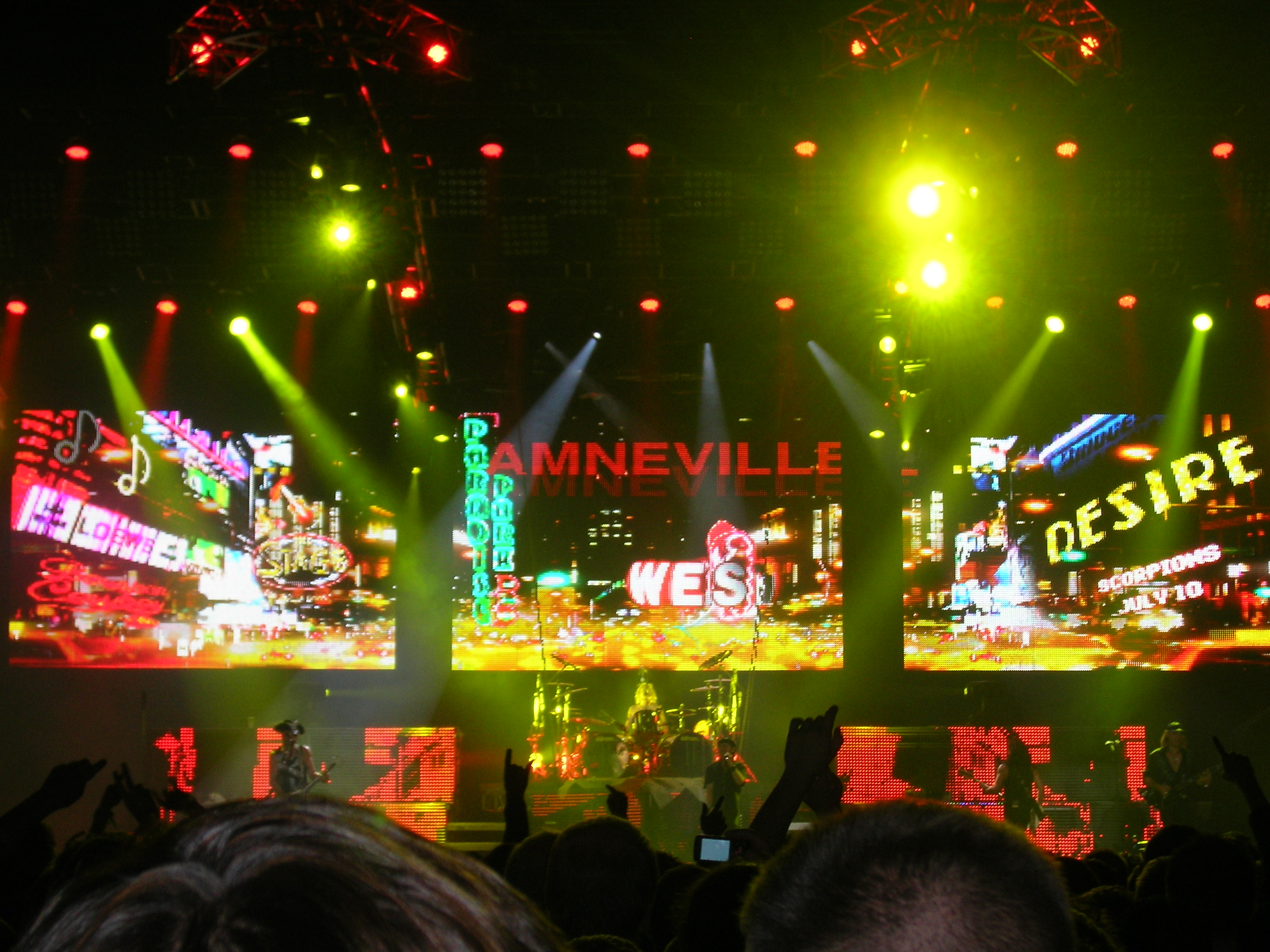
Concert de Scorpions au Galaxie d'Amnéville en octobre 2010

Le Galaxie d'Amnéville (Moselle) est une grande salle de concert située à une vingtaine de kilomètres de Metz. Elle est modulable et peut atteindre 12 200 places dans sa configuration maximum.

## Une démarche atypique
À la fin des années 1980, le député-maire d'Amnéville le docteur  Jean Kiffer souhaite doter l'acropole touristique de sa ville[réf. souhaitée] d'une enceinte capable de rassembler des foules, avec la polyvalence des gabarits sportifs du POPB, salle à vision centrale et celle des Zénith, salles de spectacles modulables à vision frontale au moindre coût et sans dérives budgétaires sur un ancien crassier. Il utilise la procédure de conception-réalisation qui engage le groupement retenu, entreprise et architecte notamment, sur le budget global du projet.
En 1988, le crassier est un marqueur puissant du passé sidérurgique d'Amnéville. C'était un espace lunaire de 160 hectares ruisselant de boues noires, véritable frontière entre la forêt, ses activités touristiques et la ville.
Par sa masse et ses surfaces de stationnement, le Galaxie participe à la reconquête de ces friches industrielles, structure l'espace. C'est un objet simple, facilement identifiable et mémorisable, capable d'accepter l'évolution du spectacle vivant.
Le terrain du crassier est reconstitué par pilonnage sur un hectare. Sur quatre poteaux sont posées des poutres de 54 m de long et 5 m de hauteur sur les diagonales d'un carré de 84 m × 84 m qui forme le cœur de l'équipement. La polyvalence sportive est limitée au gabarit handball, 44 m × 22 m et les jauges spectacles sont comme les Zénith limitées par des rideaux.  Son coût de construction est d'environ le tiers de celui d'équipements de même capacité. Son équipe de conception est composée de Jean-Luc Chancerel, Pr Albert Yaying Xu pour l'acoustique, Jean-Luc Félix pour les équipements scéniques. La construction a été réalisée par l'entreprise Baudin Chateauneuf[pertinence contestée].
Depuis sa conception, une zone VIP, des stockages, des restaurants artistes et personnels, des loges ont été créés[réf. souhaitée]. Les jauges délimitant le nombre de personnes pouvant assister aux spectacles ont été modifiées[pertinence contestée] mais surtout Le Galaxie de Metz (Amnéville) des premières affiches est devenu Le Galaxie d'Amnéville. 
Le premier concert a eu lieu le 4 janvier 1991 avec Patricia Kaas.

## Artistes francophones

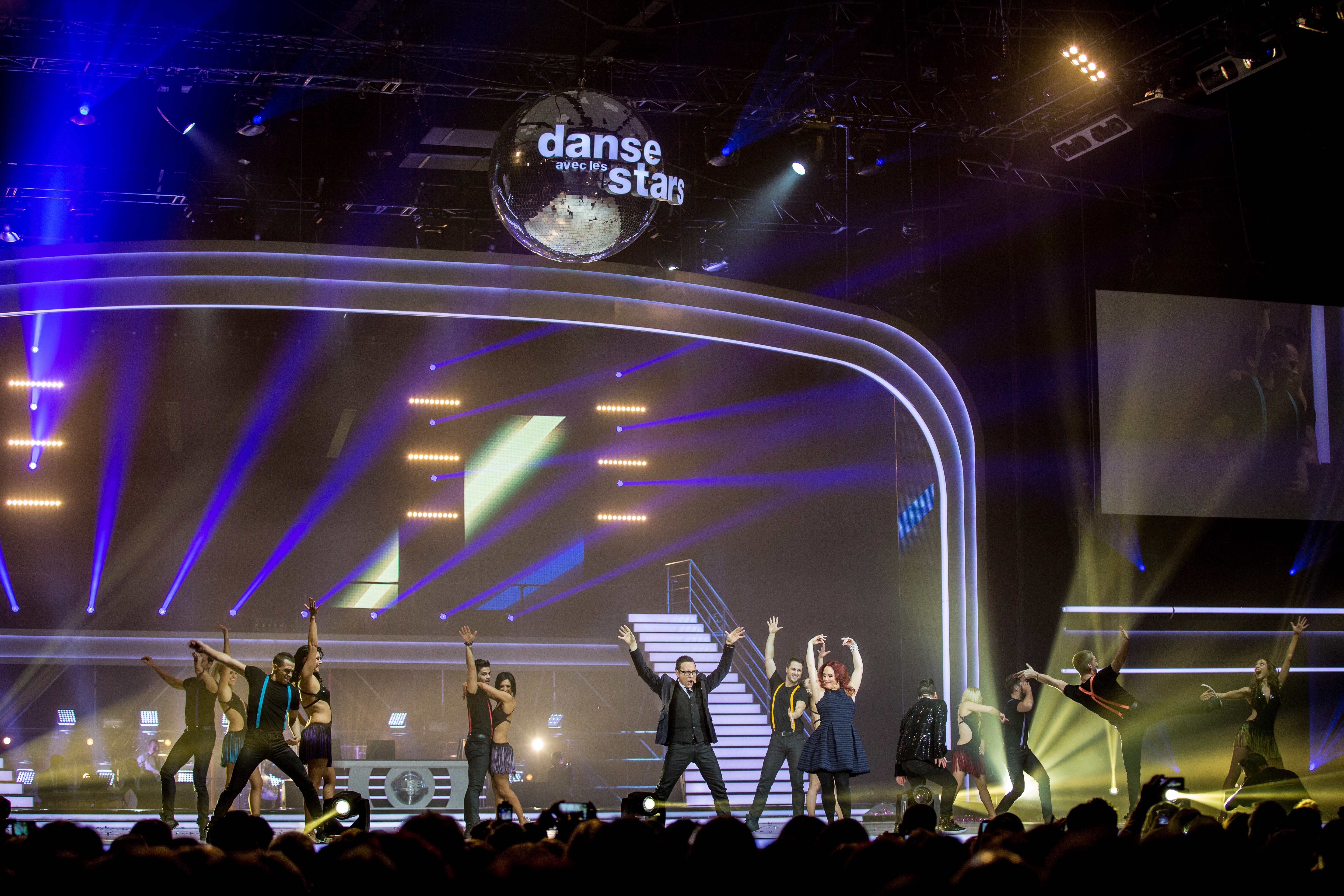
Danse avec les stars au Galaxie d’Amnéville le du 8 février 2014

Le Galaxie accueille en 2009, la tournée N°O5 on tour de Mylène Farmer mais également, l'événement "Lorraine de Chœur", où 2000 choristes, dirigés par Jacky Locks, chantent, accompagnés[réf. souhaitée] par des artistes reconnus, tels que Bernard Lavilliers, Laurent Voulzy, Emmanuel Moire, Garou, Tina Arena, Patrick Fiori, Christophe Willem, William Sheller, Yannick Noah, Hélène Ségara, Mickaël Miro et le vainqueur de la 4e édition de The Voice, la plus belle voix : Lilian Renaud. L'événement a lieu tous les deux ans.
De 2007 à 2013, le Galaxie a accueilli les Pop Rock Party, concerts réunissant de nombreux artistes autour de Richard Kolinka, Cali et Raphaël[pertinence contestée].

## Artistes internationaux
Le Galaxie a aussi accueilli des évènements sportifs tels que des shows de catch de la WWE ainsi que de nombreuses pièces de théâtre.
En 2012, la deuxième édition du Sonisphere Festival en France s'est déroulée dans le Galaxie.

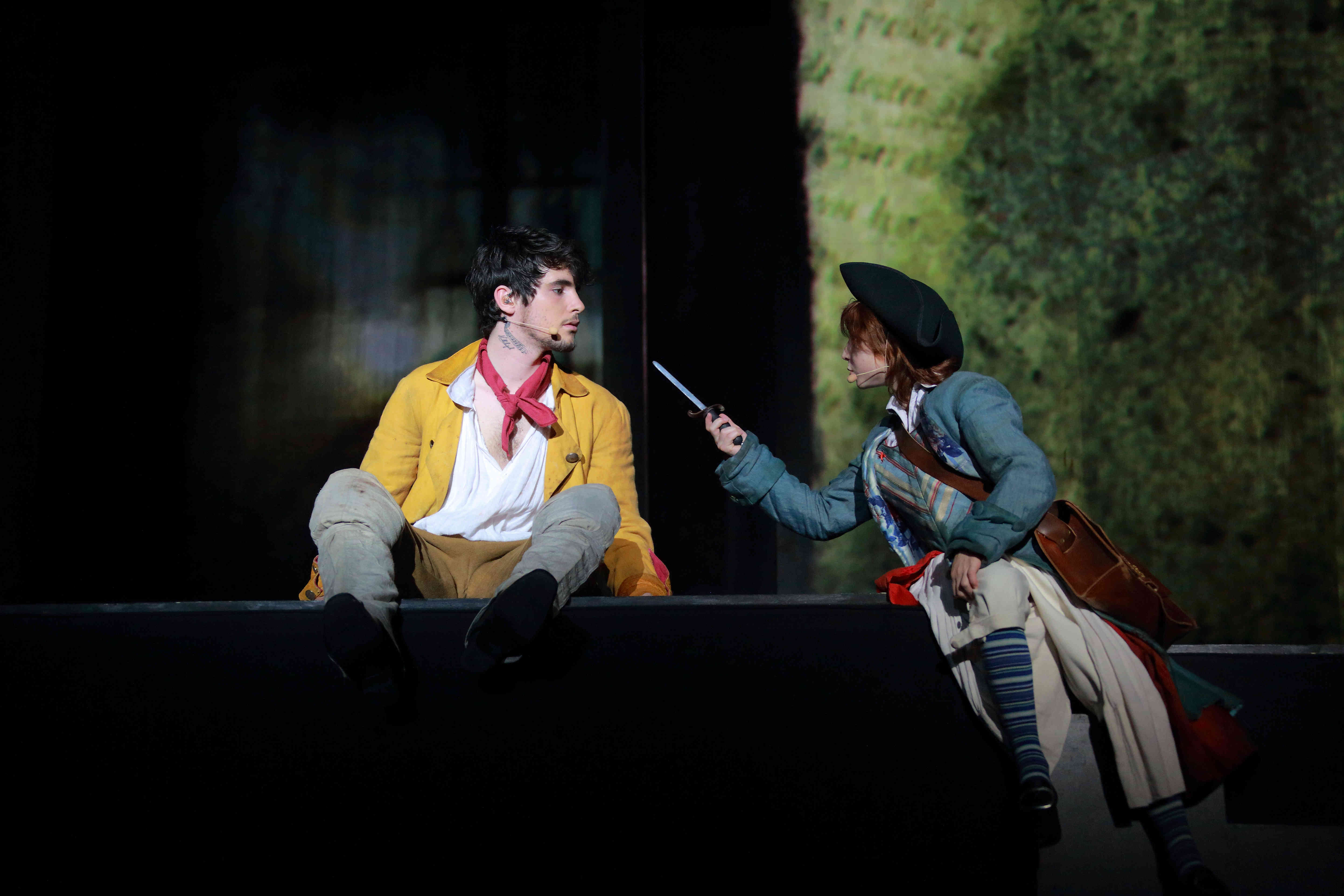
Spectacle 1789 au Galaxie d’Amnéville, le 22 mars 2013